# Толстый Мыс (Иркутская область)
Толстый Мыс — упразднённый в 1998 году населённый пункт (тип: участок) Хор-Тагнинской сельской администрации Заларинского района Иркутской области России. Ныне урочище на территории Хор-Тагнинского муниципального образования.

## Происхождение названия
Название Толстый мыс происходит от слова мыс — участок суши, выдающийся острым углом в море, озеро, реку (в данном случае — в реку Оку). Толстый и Тонкий — названия соседних мысов на реке Оке, расположенных в этом месте. На Толстом мысу и была основана деревня.

## География
Сельский населённый пункт находился при рекн Ока.

## История
Было основано в 1896 году, однако официальной датой основания считается 1902 год.
Деревня Толстый Мыс была отмечена на топографической карте Генштаба СССР 1985 года. В настоящий момент название Толстый Мыс сохранилось лишь как название урочища.
Постановлением губернатора Иркутской области от 23 июля 1998 года № 494-п участок Толстый Мыс Хор-Тагнинской сельской администрации